# María Renée Castro
María Renée Castro Cusicanqui (La Paz, Bolivia; 5 de febrero de 1982) es una bióloga, catedrática y bacterióloga boliviana que actualmente ocupa el alto cargo de Ministra de Salud y Deportes de Bolivia desde el 2 de junio de 2023 durante el gobierno del presidente Luis Arce Catacora. Fue también Viceministra de Promoción, Vigilancia Epidemiológica y Medicina Tradicional desde el 23 de noviembre de 2020 hasta el 2 de junio de 2023 así como también directora general ejecutiva del Instituto Nacional de Laboratorios de Salud (Inlasa) desde el 2 de febrero de 2015 hasta el 10 de noviembre de 2019.
| Predecesor: Oscar Landivar Zambrana | Viceministra de Vigilancia Epidemiológica y Medicina Tradicional de Bolivia 23 de noviembre de 2020 - Actualidad | Sucesor: - |